# Julius Scheuble
Julius Scheuble (* 23. Mai 1890 in Lienheim/Baden; † 22. Dezember 1964 in Freiburg) war ein deutscher Verwaltungsbeamter.

## Leben
Ab 1927 war er Direktor des Versicherungsamtes der Stadt Köln, danach Präsident des Landesarbeitsamtes Rheinland. Von den Nazis wurde er 1933 aus dem öffentlichen Dienst entlassen.
Von 1945 bis 1946 war er Präsident des Landesarbeitsamtes der Nordrhein-Provinz. Ab Juli 1946 war Scheuble Leiter des „Zentralamtes für Arbeit“ in der britischen Zone. Nach der Schaffung der amerikanisch-britischen Bizone wurde er stellvertretender Direktor der „Verwaltung für Arbeit“ in Frankfurt am Main. 1950 übernahm er im Bonner Bundesarbeitsministerium das Amt eines Ministerialdirektors.
Scheuble war von 1952 bis 30. Juni 1957 der erste Präsident der Bundesanstalt für Arbeitsvermittlung und Arbeitslosenversicherung, der Vorgängereinrichtung der Bundesagentur für Arbeit.

## Ehrungen
In Anerkennung seiner Verdienste verlieh ihm die Universität Würzburg im Jahre 1955 die Würde eines Ehrendoktors.
Bundesarbeitsminister Storch überreichte ihm im Auftrag des Bundespräsidenten am 2. Juli 1957 das Große Verdienstkreuz mit Stern des Verdienstordens der Bundesrepublik Deutschland.